# MVP (nhóm nhạc)
MVP (tiếng Hàn Quốc: 엠브이피) là một nhóm nhạc nam Hàn Quốc được thành lập bởi PH Entertainment vào năm 2017. Nhóm ra mắt vào ngày 13 tháng 3 năm 2017, với album Manifest.
Vào ngày 16 tháng 2 năm 2022, Rayoon đã đăng một bài đăng trên Instagram với chú thích tiết lộ rằng nhóm đã tan rã.

## Thành viên
- Kanghan (강한)
- Rayoon (라윤)
- Gitaek (기택)
- P.K. (피케이)
- Jin (진)
- Been (빈)
- Sion (시온)

## Danh sách đĩa nhạc

### Đĩa mở rộng
| Tên      | Chi tiết album | Thứ hạng cao nhất | Doanh số    |
| Tên      | Chi tiết album | KOR               | Doanh số    |
| -------- | --- | ----------------- | ----------- |
| Manifest | - Phát hành: 13 tháng 3 năm 2017 - Nhãn: PH Entertainment, NHN Entertainment - Định dạng: CD, tải xuống kỹ thuật số Danh sách bài hát 1. Manifest 2. Take It (선택해) 3. Don't Cry (눈물뚝) 4. Hear Me Out (끝까지 들어) 5. Call Me Before You Sleep (자기전에 전화해) | 37                | - KOR: 662+ |

### Đĩa đơn
| Tên                                                         | Năm  | Thứ hạng cao nhất | Doanh số (DL) | Album                         |
| Tên                                                         | Năm  | KOR               | Doanh số (DL) | Album                         |
| ----------------------------------------------------------- | ---- | ----------------- | ------------- | ----------------------------- |
| "Take It" (선택해)                                          | 2017 | —                 | —             | Manifest                      |
| "Every Day"                                                 | 2020 | —                 | —             | Đĩa đơn không nằm trong album |
| "—" biểu thị các bản phát hành không lọt vào bảng xếp hạng. |      |                   |               |                               |